# El cine soy yo
El cine soy yo es una película venezolana de 1977, escrita, producida y dirigida por Luis Armando Roche. Se trata de una road movie que explora el poder del cine como experiencia colectiva y vehículo de transformación social, resaltando la importancia de su acceso en comunidades alejadas de las grandes ciudades.

## Argumento
La película sigue a Jacinto, Manuel y Juliet, tres personajes dispares que recorren Venezuela en un camión transformado en una ballena roja con las aletas pintadas con los colores de la bandera nacional. En su viaje, proyectan películas al aire libre en pueblos y ciudades donde el cine no suele llegar, como Altagracia de Orituco, Lezama, Todasana, Cabimas, o las minas de Guaniamo.
Más allá de sus exhibiciones cinematográficas, el trío se enfrenta a distintas realidades del país, reflejando el contraste entre la modernidad y la tradición, la marginalidad y la cultura popular. La historia, marcada por un tono poético, rinde homenaje al cine como un arte capaz de unir a las personas y crear un sentido de comunidad.

## Reparto
- Asdrúbal Meléndez como Jacinto
- Juliet Berto como Juliet
- Álvaro Roche como Manuel
- Domingo del Castillo
- Freddy Galavis
- Manuel Poblete
- Marcelino Madriz
- Luis Álvarez Miranda
- Ignacio Navarro
- Maruja Orrequia
- Federico Reyna
- Leyda Rodríguez
- Emilia Rojas
- Arturo Smith
- Isabelle Vives

## Producción y contexto
La película se inscribe dentro de la década de 1970, un período de experimentación en el cine venezolano, influenciado por las corrientes del Nuevo Cine Latinoamericano. En esta época, los cineastas buscaban romper con las estructuras narrativas tradicionales y apostaban por un cine más cercano a las realidades sociales del país.
Luis Armando Roche, quien había estudiado cine en París y trabajado en la industria cinematográfica europea, también trajo consigo una sensibilidad influenciada por la Nouvelle vague francesa, lo que se refleja en la estructura libre de la película y su énfasis en el viaje como metáfora de la búsqueda personal y artística.
Las películas proyectadas por Jacinto en El cine soy yo son: 
- La barca de oro (1947) de Joaquín Pardavé,
- Canaima (1945) de Juan Bustillo Oro, basada en la novela de Rómulo Gallegos,
- La ciudad que nos ve (1966) de Jesús Enrique Guédez
- Víctor Millán (1968) de Luis Armando Roche,
- La bulla del diamante (1969) de Luis Armando Roche y J.J. Bichier,
- Mérida no es un pueblo (1972) de Luis Armando Roche,
- Las aventuras de Frijolito y Robustiana (1944) de José María Galofré.

## Recepción y legado
El cine soy yo se estrenó en varios festivales internacionales destacados en su época. En 1977, fue la representación oficial de Venezuela en el Festival de Moscú y formó parte de la selección oficial de la Première semaine internationale de cinéma d'art et d'essai en el Festival de Cannes. Además, participó en la sección informativa del Festival de San Sebastián en su 25ª edición.
En 1978, la película fue seleccionada por el American Film Institute como Mejor Película Latinoamericana y se proyectó en el Filmex de Los Ángeles. En 1980, se exhibió en el Primer Festival de Cine Venezolano en Mérida.En cuanto a premios, Asdrúbal Meléndez recibió el Premio al Mejor Actor otorgado por el Concejo Municipal de Caracas en 1976.
A pesar de su distribución limitada, El cine soy yo recibió reconocimiento por su enfoque innovador y su mirada reflexiva sobre el cine como arte y medio de comunicación. La crítica destacó su estilo visual, el uso del realismo poético y la química entre los protagonistas, en especial la participación de Juliet Berto, actriz asociada al cine de Jean-Luc Godard y Jacques Rivette.
Con el paso del tiempo, la película ha sido considerada un filme de culto dentro de la cinematografía venezolana, en especial por su capacidad de capturar la esencia de un país en transformación. Su mensaje sobre la importancia del acceso al cine sigue vigente, en un contexto donde la digitalización ha cambiado la forma en que se consume el séptimo arte, pero las brechas de acceso aún persisten.
El 2024 se reestrenó una versión restaurada en resolución 4K, con proyecciones en Reino Unido, España y Venezuela.